# Finca Sansalvador
La finca Sansalvador és un conjunt arquitectònic modernista que es troba entre el carrer de Pineda i el passeig de la Mare de Déu del Coll, al barri del Coll de Barcelona, catalogat com a bé amb elements d'interès (categoria C). Obra inacabada de Josep Maria Jujol, de l'habitatge principal només es va realitzar la fonamentació i els inicis de murs que encara són visibles. Les parts finalitzades són la casa del porter, les cavallerisses, el jardí i les dues tanques al carrer. L'accés actual és al passeig de la Mare de Déu del Coll, a la part baixa de la finca, mentre que l'accés nord dona a la casa inacabada i està inutilitzat. Actualment, és la seu del Taller d’Història de Gràcia Centre d’Estudis, entitat que també hi organitza visites.

## Història i descripció

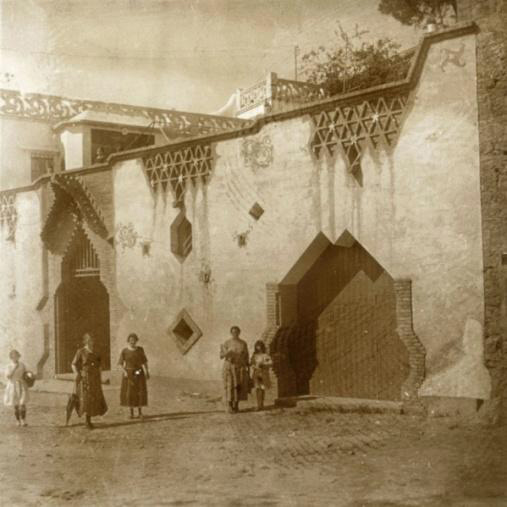
Fotografia de principis del

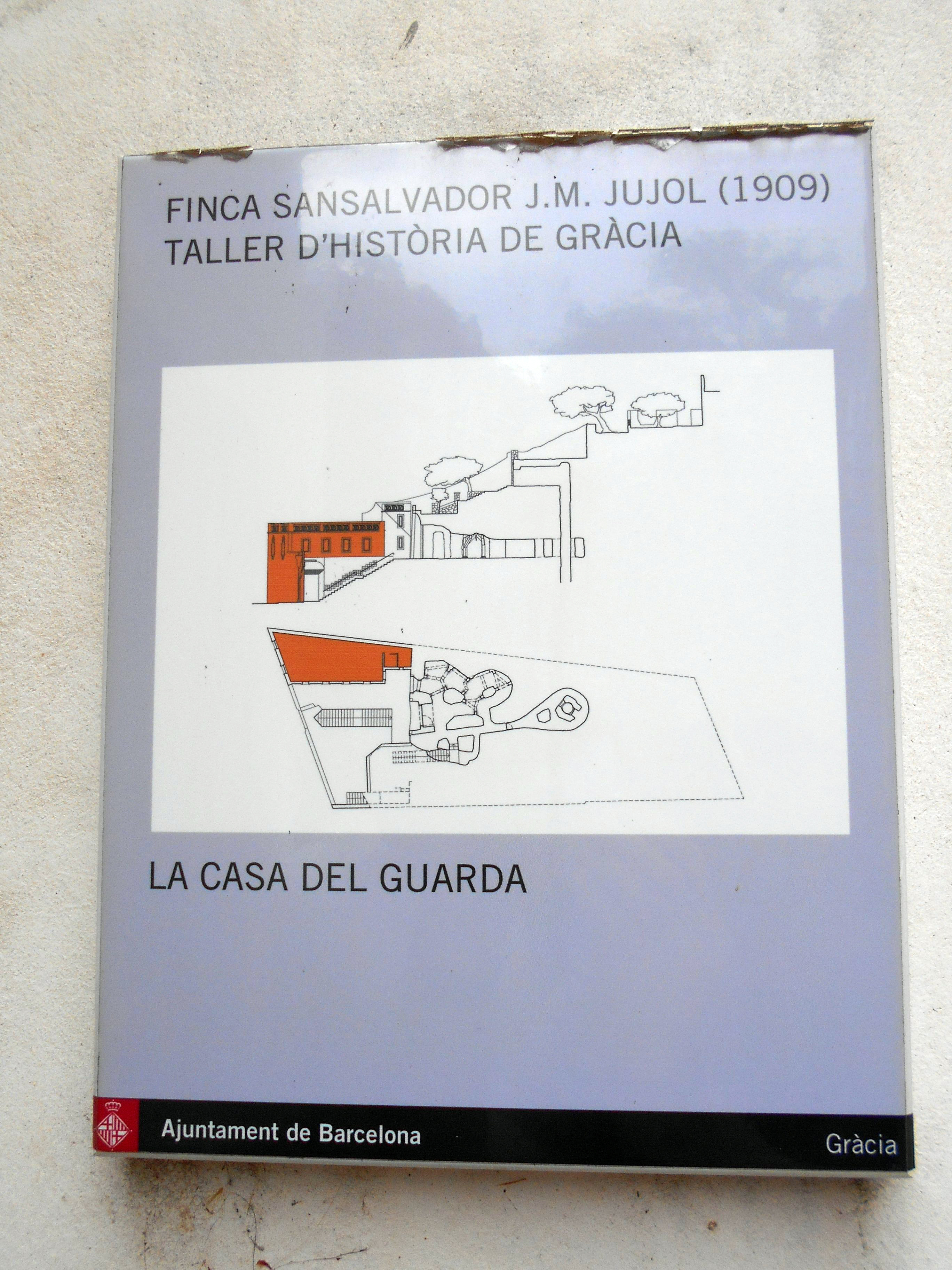
Plànol de la finca

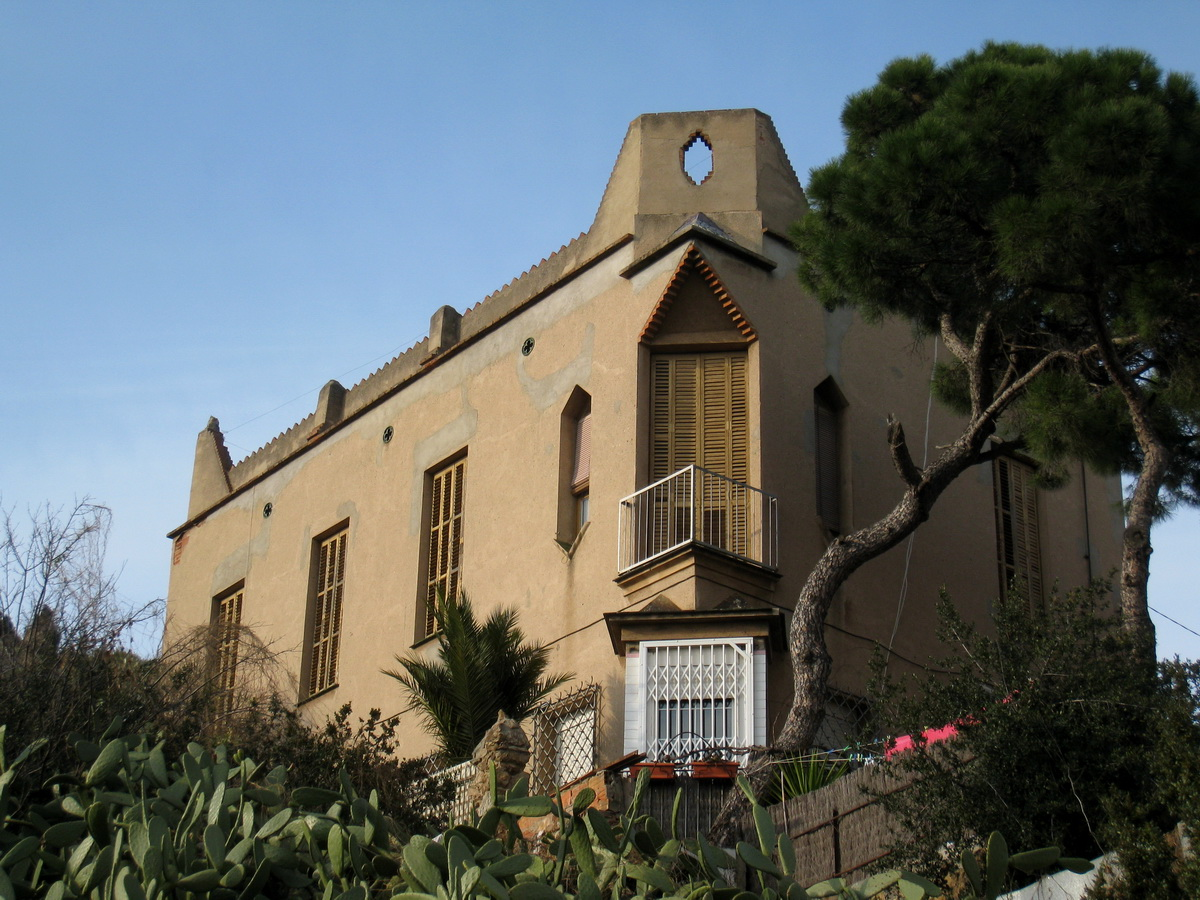
Casa Queralt

El 1909, l'advocat i polític Antoni Sansalvador i Castells va adquirir una finca situada en un vessant del turó de la Creueta del Coll. En aquella època, era una zona gairebé despoblada, de difícil accés, ja que encara no s'havia construït el pont de Vallcarca, que va donar accés a la zona des de l'avinguda de la República Argentina. La finca va ser dividida en dues parcel·les separades pel carrer de Pineda, la inferior destinada a la família Sansalvador i la superior pensada per ser llogada. El projecte va ser encarregat a l'arquitecte Josep Maria Jujol, deixeble d'Antoni Gaudí, amb qui havia treballat en el proper Parc Güell. Entre 1909 i 1910 es va construir el mur de tanca, la cotxera i la porteria, i es va traçar el jardí, estructurat en diverses terrasses per salvar el desnivell, un jardí de muntanya d'estil romàntic.
El 1912, la finca va passar a mans del metge Salvador Sansalvador i Castells, germà d'Antoni, que decidí fer alguns canvis a la casa i obrir un pou d'uns 40 m de profunditat. Després de ser analitzada, va resultar que l'aigua tenia una certa quantitat de radi, per la qual cosa va ser comercialitzada en farmàcies i drogueries per les seves suposades propietats medicinals —feia poc que s'havia descobert la radiació i es pensava que era beneficiosa—, amb la marca Agua Radial. També se servia en la mateixa finca, i per això va tenir gran afluència de públic, fins que al cap d'un temps la mina pràcticament es va esgotar.
Poc després, les obres es van parar per problemes econòmics, i la casa es va quedar sense construir: tan sols se'n van posar els fonaments i unes pilastres del que havia de ser el soterrani. El doctor Sansalvador es va instal·lar al pis de porteria, on va viure uns anys. Durant la Guerra Civil, la cova va servir de refugi antiaeri per als veïns de la zona. Més endavant, als anys 1940, la família va llogar la porteria i la cotxera, rehabilitada com a habitatge. Malgrat tot, la finca va quedar afectada pel projecte urbanístic dels Tres Turons i, el 1979, la família Sansalvador va vendre la finca a l'Ajuntament de Barcelona. Durant uns anys va quedar en estat d'abandó, fins que va ser cedida per a la seva gestió al Taller d'Història de Gràcia. Després de ser restaurada, el 2013 va ser oberta al públic.
Del conjunt arquitectònic construït destaca el mur de tanca corresponent a cotxera i porteria, de maó estucat amb rajoles i elements d'obra vista a la part superior. Presenta dues portes d'accés —principal i de la cotxera—, de formes mixtilínies; en la principal, que dona accés al pis de porteria, destaca la reixa de forja de ferro, coronada per un element floral de platina doblegada i una marquesina de rajoles ceràmiques. La porta de cotxera presenta un original llindar de forma triangular dentada, confeccionat de maó vist. Les parets estan decorades amb esgrafiats de motius entre els quals s'aprecien creus i la lletra S, pel propietari de la finca. Les finestres són de formes poligonals, algunes amb marcs de fusta.
El pis de porteria, avui usat com a sala polivalent, té un sòl de rajoles en colors blanc, verd i blau, i un arrambador de ceràmica amb motius florals. Al pati d'aquest pis hi ha un accés a la cova, en forma d'arc parabòlic amb reixa de ferro, i dues finestres, una d'el·líptica i una altra de romboïdal. Del que havia de ser la torre solament es va construir la base del que seria el soterrani, amb unes pilastres de llinda triangular. En l'accés a aquest nivell a través del jardí destaquen unes escales sustentades sobre una volta catalana de maó, un recurs estructural que aquí queda a la vista com un element ornamental més. Des del nivell d'aquest pis a mig edificar unes escales accedeixen al nivell del carrer Pineda, on hi ha una reixa de ferro forjat rematada amb una creu.
Per la seva banda, en la parcel·la superior es va construir entre 1916 i 1917 una casa, obra igualment de Jujol i catalogada com a bé amb elements d'interès. Va ser batejada com a casa Queralt en honor a la patrona de Berga, localitat d'origen de la família Sansalvador. És una torre de quatre vents on destaquen els elements de forja i els esgrafiats, a més del mur de tanca en dent de serra. En l'actualitat és residència particular.
Al costat de la finca Sansalvador, al passeig de la Mare de Déu del Coll, 81 es troba la Vil·la Conchita, amb un original mur de tanca d'estil modernista, obra de Marcel·lià Coquillat de 1911, catalogat també com a bé amb elements d'interès.

## Galeria

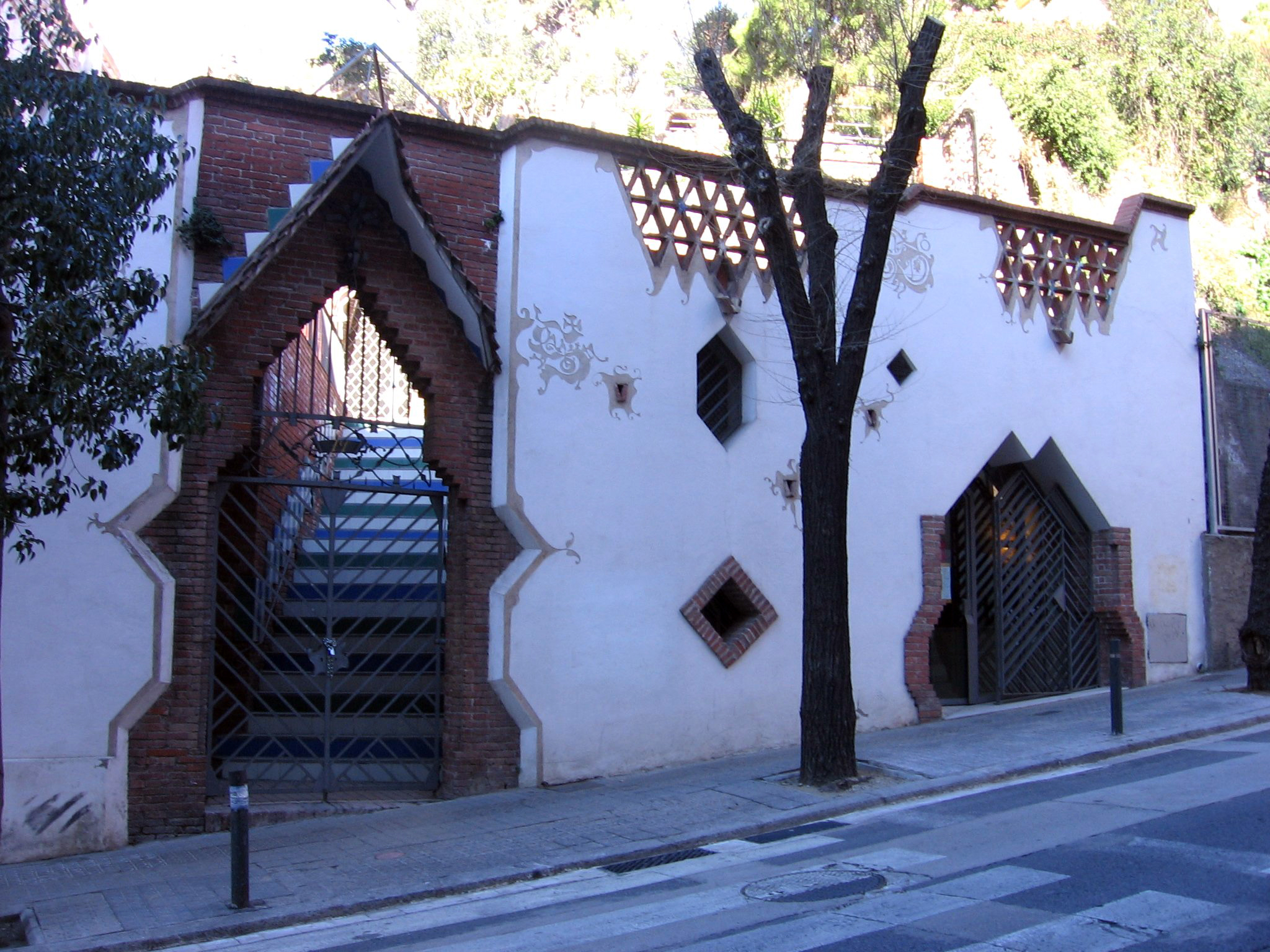
Mur de tanca i portes de cotxera i porteria
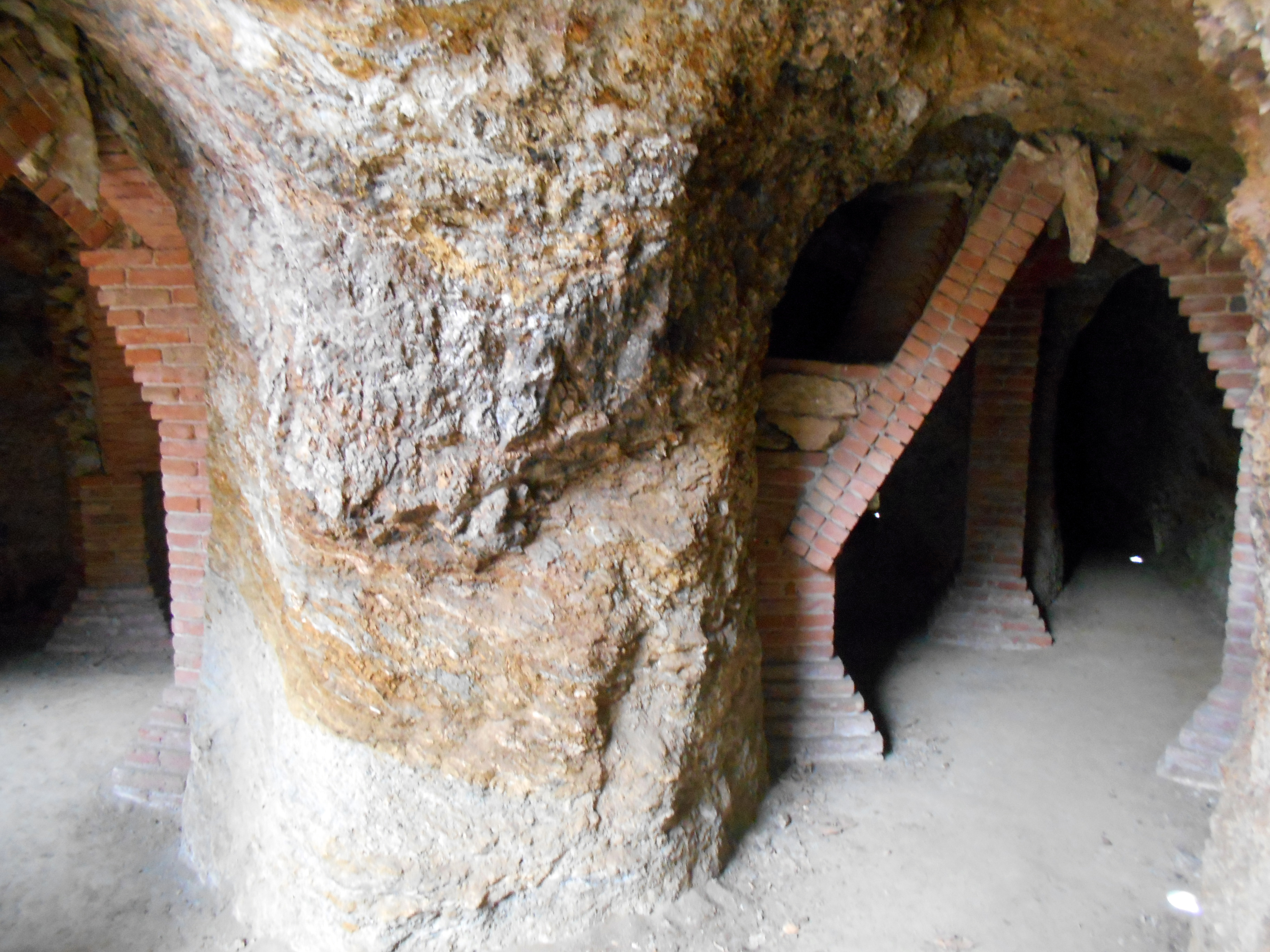
Cova
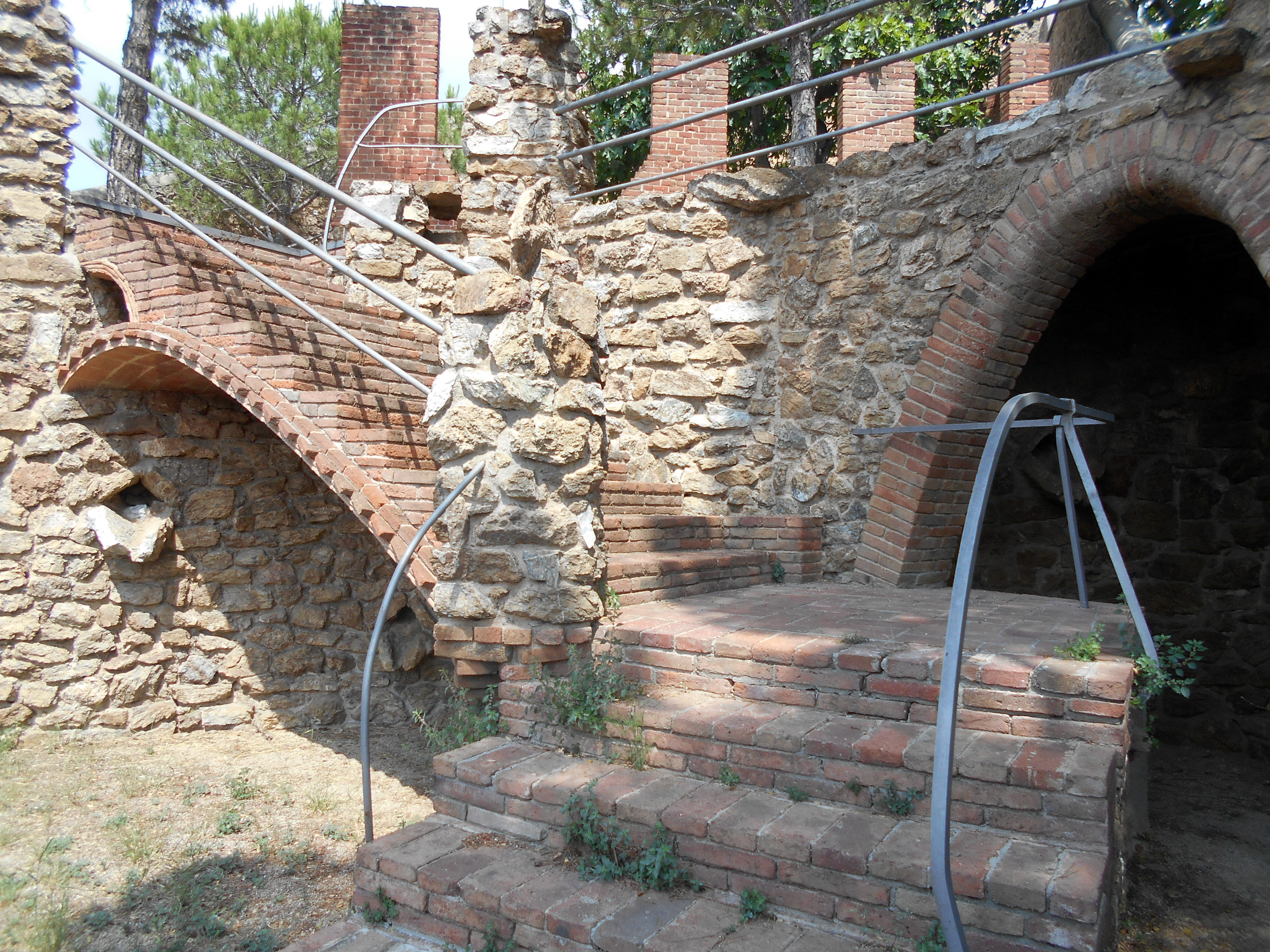
Escales del jardí
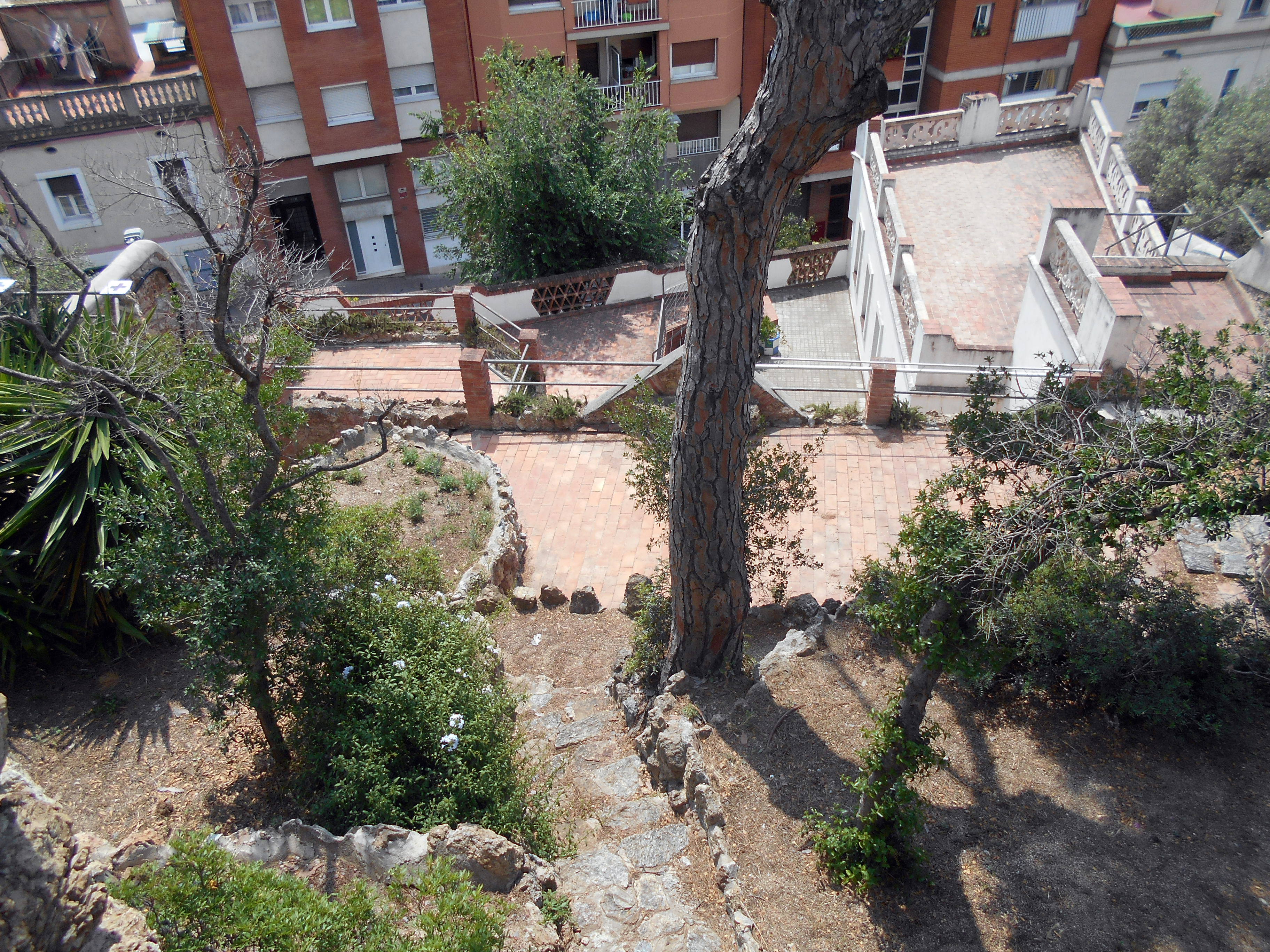
Jardí
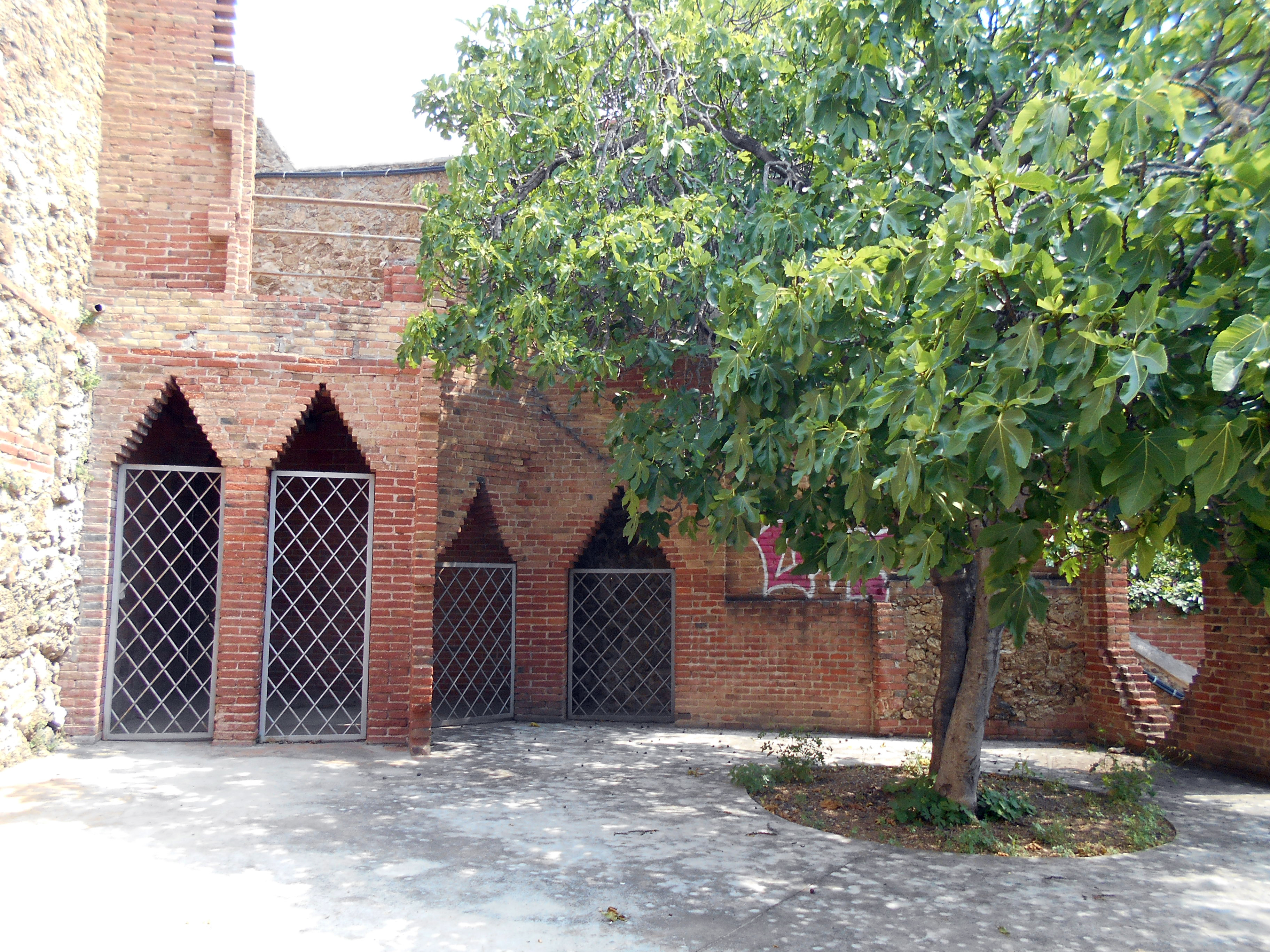
Fonaments de la casa
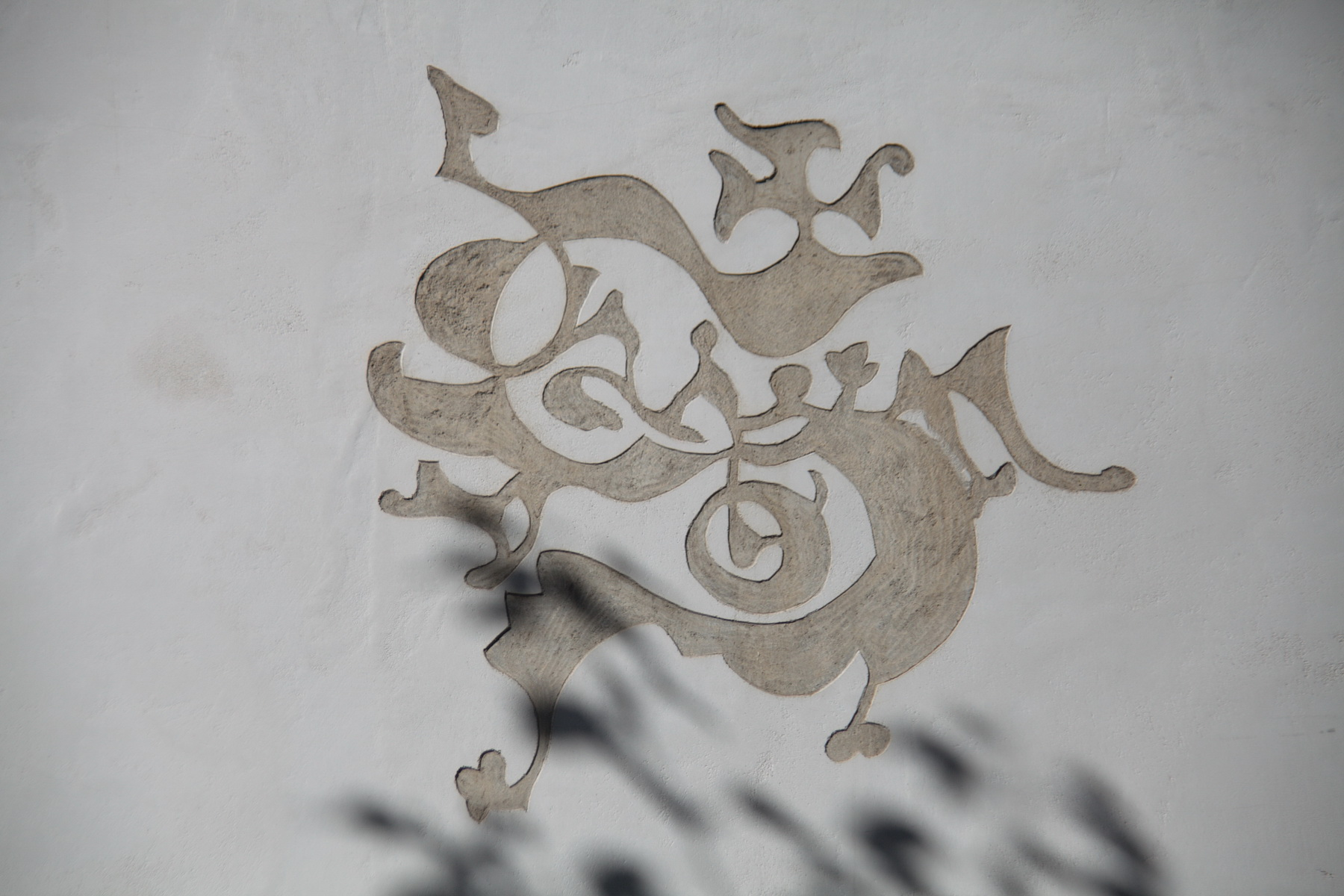
Esgrafiat